# Rōshi gumi
Le Rōshi gumi (浪士組, les « défenseurs de Kyoto ») est un groupe de 234 samouraïs sans maître (rōnin), fondé par Kiyokawa Hachirō en 1863. Loyaux au bakufu, ils sont supposés agir en tant que protecteurs du shogun Tokugawa.

## Histoire

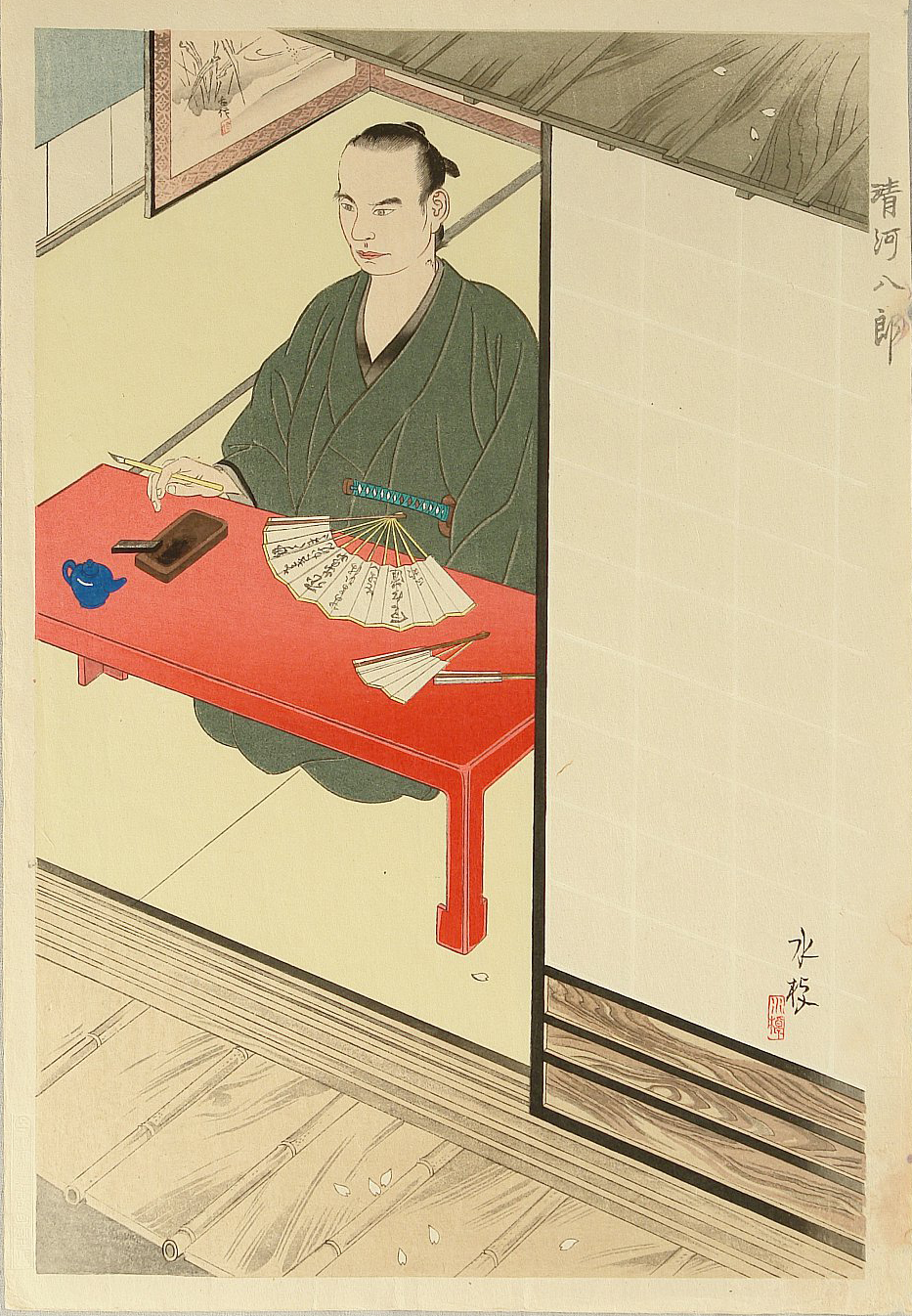
Portrait de Kiyokawa Hachiro, fondateur du Rōshi gumi.

Kiyokawa Hachirō forme le Rōshi gumi grâce au financement du régime Tokugawa. À l'origine, il affirme qu'il a été formé pour protéger le shogun Tokugawa à Kyoto et préparer une action militaire contre les pays occidentaux. Cependant, il a menti au régime ; son but est de rassembler les gens pour travailler avec les impérialistes et non pas avec le gouvernement shogunal.
Les Rōshi gumi se réunissent le 26 mars (calendrier lunaire 8 février) 1863 à Edo et se mettent en route pour Kyoto. Kondo Isami, Hijikata Toshizo, Okita Sōji, Inoue Genzaburō, Tōdō Heisuke, Harada Sanosuke, Nagakura Shinpachi, Serizawa Kamo, Niimi Nishiki, Hirayama Gorou, Hirama Juusuke et Noguchi Kengi font tous partie du Rōshi gumi.
Deux jours plus tard, alors que le Rōshi gumi part pour Kyoto, Kondo Isami est responsable de l'attribution de logements pour les membres. Cependant, il oublie (accidentellement ?) le groupe de Serizawa Kamo, ce qui entraîne un fameux incident à l'occasion duquel Serizawa perd son sang-froid et, avec l'aide de son groupe, créée un immense feu de joie à l'extérieur des pavillons comme une insulte à Kondo.
Le 10 avril (calendrier lunaire 23 février), les Rōshi gumi arrivent à Kyoto et le groupe demeure dans Yagitei, un village Mibu à l'extérieur de Kyoto. Étonnamment, Kiyokawa ordonne soudainement à son groupe de retourner à Edo alors qu'ils viennent d'arriver à Kyoto. Entre-temps, il a secrètement envoyé une lettre aux impérialistes (?) déclarant que son groupe de Rōshi gumi ne doit travailler que pour l'empereur. Treize membres font dissidence et restent à Kyoto, dont Kondo et Serizawa, et deviennent les membres fondateurs du Shinsen gumi.
En réponse, un représentant du gouvernement espionne les membres du Rōshi gumi, Tomouchi Yoshio et Iesato Jiro, les forçant à rester à Kyoto et à rejoindre le groupe de Serizawa et Kondo afin de garder un œil sur eux.
D'autres membres dissidents du Rōshi gumi retournent à Edo où ils deviennent les membres fondateurs du Shinchō gumi (« Ligue des frères Shinsen gumi à Edo ») avec Okita Rintarō (beau-frère d'Okita Sōji) pour commandant.

## Rōshi gumien fiction
Au cinéma, le film Assassinat (暗殺, Ansatsu) de Masahiro Shinoda en 1964 retrace le parcours de Kiyokawa Hachirō, interprété par Tetsurō Tanba et la formation du Rōshi gumi.
Le Rōshi gumi apparaît dans l'intrigue du jeu Rise of the Rōnin.